# Una notte da leoni 2
Una notte da leoni 2 (The Hangover Part II) è un film del 2011 diretto da Todd Phillips.
Film commedia statunitense, è il seguito del grande successo del 2009 Una notte da leoni, con stesso regista e stessi protagonisti.

## Trama
Due anni dopo la folle notte di Las Vegas, Stu sta per sposarsi in Thailandia con la sua nuova ragazza, Lauren Srisai. Al matrimonio sono invitati anche Doug e Phil con le rispettive consorti, ma non Alan, poiché Stu teme che la sua presenza possa rovinare tutto. Tracy riesce a far intercedere il marito affinché Stu acconsenta all'invito per il fratello, che alla fine arriva. Doug, Phil e Stu, entrando nella stanza di Alan, scoprono non solo che le fotografie della notte di Las Vegas sono appese in camera, ma anche che Alan stesso è diventato amico di Leslie Chow. Il giorno della partenza, Alan, Stu e Phil vanno all'aeroporto e incontrano Teddy, fratello sedicenne di Lauren, molto legato a Stu, ma considerato da Alan un "intruso". Dopo il volo si dirigono al resort sulla costa dove iniziano i preparativi per le nozze, e fanno la conoscenza del padre della sposa, il rigido Fong Srisai. La sera, dopo un brindisi, i quattro e Teddy si recano in spiaggia per bere birre e gustarsi dei marshmallow davanti a un falò.
Il giorno seguente, Phil, Alan e Stu si risvegliano in uno squallido motel di Bangkok completamente disorientati: Alan è rasato a zero, Stu ha un tatuaggio alla Mike Tyson in faccia, nella stanza c'è una scimmietta e di Teddy si ritrova solo il suo dito. Subito dopo ricevono una chiamata da Doug, che si trova all'albergo che ospita le nozze, dato che si è allontanato dal gruppo a tarda sera. Né Phil né gli altri ricordano nulla della notte precedente. Anche Chow si risveglia sotto delle lenzuola, reduce dalla notte di bagordi con i quattro, ma prima che possa spiegare cosa fosse successo si accascia apparentemente morto dopo aver tirato della cocaina. Gli altri, terrorizzati, lo rinchiudono in una ghiacciaia sul pianerottolo del quindicesimo piano.
Usciti per strada, Doug li avverte che la polizia di Bangkok ha trovato Teddy, ma arrivati alla centrale scoprono che in realtà è stato arrestato un vecchio monaco buddhista che possedeva i documenti e la felpa del vero Teddy. L'anziano sembra far capire di conoscere i tre, ma non parla. Leggendo una guida turistica, Alan suppone che si tratti di un monaco che ha fatto voto di silenzio, cosa non rara da quelle parti. Tra i documenti di Teddy trovano una drink card del pub White Lion: una volta arrivati, scoprono che il locale è distrutto, la via è devastata e i locali, vedendoli passare, li fanno bersaglio di urla e lanci di oggetti. Nelle vicinanze Alan nota lo studio di un tatuatore che all'esterno espone le foto dei lavori eseguiti, e tra essi c'è quello di Stu. Il tatuatore riferisce che il quartiere l'hanno distrutto loro dopo aver scatenato una rissa al pub, sfociata con l'intervento della polizia, e fa vedere loro un video girato col telefonino: il video mostra Stu impazzito che aizza la folla contro la polizia e Teddy che dà fuoco a un'auto. Il gruppo si era rifugiato nello studio del tatuatore, il quale avverte i tre amici che Teddy è sparito nei meandri di Bangkok e che l'unica soluzione è di portare il monaco al suo monastero. Qui il capo dice loro che non c'è modo di prendere informazioni da un monaco che ha fatto voto di silenzio, se non contemplando con altri monaci. Grazie alla meditazione ed esplorando le sue memorie, Alan scopre un presunto luogo dove potrebbero andare: uno strip club, dove incontrano Samir, il titolare, e Kimmy, una prostituta che rivela di aver fatto sesso con Stu, ma anche di essere transessuale. Mentre il futuro sposo è sconvolto, il gruppo riceve una chiamata dal signor Srisai, molto contrariato per la prolungata assenza di Stu. Improvvisamente un gruppo di criminali russi in moto intima ai tre di restituire loro la scimmia e, alla domanda se sanno qualcosa di Teddy, uno di loro spara al braccio di Phil.
Alan e Stu portano Phil all'ospedale, che fortunatamente è rimasto illeso. In sala d’attesa Alan confessa che la sera prima, sulla spiaggia, aveva contaminato una busta di marshmallow con del rilassante muscolare e con i suoi farmaci per il deficit dell'attenzione, allo scopo di mettere ko Teddy, per poi godersi il week-end con i suoi unici amici rivivendo i fasti di Las Vegas, ma sfortunatamente, quando Phil si era quasi seduto sopra alle buste contenenti i dolcetti, aveva confuso quella contaminata dai farmaci con quella normale. Furibondo, Stu lo aggredisce, ma durante la lite Phil nota una scritta sulla pancia di Alan, che riporta il luogo e l'ora per un appuntamento. I tre così vanno sul posto, dove incontrano Kingsley, un losco imprenditore a cui serve il codice bancario di Chow per effettuare un versamento, e che per garanzia ha rapito Teddy. Il trio torna al motel per recuperare Chow dalla ghiacciaia, miracolosamente vivo, che rivela loro che il codice si trova nel giubbotto della scimmietta, e l'unico modo per riaverlo è rapirla nuovamente. Nel rocambolesco inseguimento che ne consegue, questa viene gravemente ferita e perciò lasciata davanti ad un ospedale per animali. Recuperato il codice, i quattro vanno all'appuntamento con Kingsley. Il versamento avviene, ma al momento della restituzione di Teddy fa irruzione la polizia e Kingsley si rivela essere un agente dell'Interpol, che, sotto soffiata di Samir, ha sfruttato i tre amici per poter arrestare Chow usando la falsa scusa di avere Teddy in ostaggio. Anche Kingsley, che nel frattempo ha fatto cercare Teddy dai suoi uomini, è dell'idea che Bangkok si sia presa il ragazzo.
A questo punto Phil non può far altro che telefonare a Tracy per avvertirlo della sparizione di Teddy. Mentre il gruppo si trova in un locale per inventare una scusa sulla sua sparizione, improvvisamente avviene un black out, cosa molto frequente a Bangkok. Grazie a ciò, Stu ha un'intuizione su dove si trovi Teddy: il ragazzo si trova infatti bloccato nell'ascensore del motel, in quanto la sera prima si stava recando alla ghiacciaia per prendere del ghiaccio per il proprio dito, ma un black out ha bloccato l'ascensore al decimo piano. Recuperato Teddy, il branco sale sul motoscafo di Chow e fa rotta verso il luogo delle nozze: Stu si scusa con Teddy per tutto quello che ha dovuto passare, ma questi non è arrabbiato. Il signor Srisai, visto il ritardo, è intenzionato ad annullare tutto, ma il motoscafo con a bordo il gruppo finalmente arriva.
Stu, fuori di sé per tutte le peripezie passate, affronta finalmente il suocero, che alla fine dà la sua benedizione e la cerimonia si svolge senza problemi. Dopo l'esibizione di Mike Tyson, chiamato da Alan come regalo di nozze per Stu, Teddy mostra al branco il suo telefono, ricaricato dopo essere stato spento per due giorni, che contiene le foto della notte passata, visibili allo spettatore durante i titoli di coda, come nel film precedente.

## Distribuzione
(Tagline del film)
Il primo trailer in lingua originale è stato mandato sul web il 24 febbraio 2011.
Il trailer esteso in lingua italiana è stato distribuito dalla Warner il 21 aprile 2011. Il film è uscito il 25 maggio 2011 in tutte le sale.

### Edizioni home video
Una notte da leoni 2 è stato pubblicato in DVD e Blu-ray il 6 dicembre 2011 in Stati Uniti dalla Warner Home Media, il 5 dicembre nel Regno Unito e il 30 novembre nei Paesi Bassi. Il film sarà disponibile in 3 formati: Combo DVD, Blu-ray.

## Accoglienza

### Incassi
A un mese dall'uscita, Una notte da leoni 2 ha ottenuto 238.077.681 $ negli Stati Uniti e in Canada, e altri 256.000.000 $ nel resto del mondo, per un totale di 494.077.681 $. Nel weekend d'uscita, ha incassato 177,8 milioni di dollari, sconfiggendo persino I Simpson - Il film come record di incassi all'uscita per una commedia. In totale il film ha guadagnato $586.764.305, diventando la pellicola di maggior profitto della trilogia.

### Critica
Una notte da leoni 2 è stato accolto con meno successo da parte della critica rispetto al primo film. Su Rotten Tomatoes detiene un 34% di gradimento, basato su 249 recensioni professionali e con una media di voti di 5 su 10. L'opinione più diffusa del sito è che il film «è una copia carbone del primo capitolo, più crudele, più scura, più grottesca» e che «è privo dell'elemento di sorpresa – e di gran parte dell'allegria – che hanno contribuito al successo del primo film». Metacritic ha assegnato un punteggio del 44% basato su 40 recensioni.

## Riconoscimenti
- 2012 - MTV Movie Awards
  - Candidatura Miglior performance comica a Zach Galifianakis
- 2012 - People's Choice Awards
  - Candidatura Miglior film commedia
  - Candidatura Miglior cast
- 2011 - Teen Choice Awards
  - Miglior fischio a Ed Helms
  - Candidatura Miglior attore di film commedia a Ed Helms
  - Candidatura Miglior attore di film commedia a Zach Galifianakis
  - Candidatura Miglior alchimia a Bradley Cooper, Zach Galifianakis e Ed Helms
  - Candidatura Miglior scene stealer maschile a Ken Jeong
  - Candidatura Miglior scene stealer femminile a Crystal la scimmietta di razza cebo dal cappuccio nero
- 2012 - Evening Standard British Film Awards
  - Candidatura Successo dell'anno
- 2012 - Golden Trailer Awards
  - Miglior poster commedia
  - Candidatura Miglior spot commedia
  - Candidatura Miglior colonna sonora
- 2012 - Premio Rembrandt
  - Candidatura Miglior film internazionale

- 2011 - Razzie Awards
  - Candidatura Peggior prequel, remake, rip-off o sequel
  - Candidatura Peggior attore non protagonista a Ken Jeong

## Curiosità
- Ed Helms venne colpito da una intossicazione alimentare che lo costringeva a letto in ogni pausa delle riprese. L’evento più grave occorse però alla sua controfigura, che subì un incidente d’auto durante le riprese: l’uomo si svegliò solo dopo un mese di coma.
- L'ex presidente Bill Clinton fece una visita alla troupe durante le riprese.
- Mike Tyson prese delle lezioni di canto per girare l'ultima scena del film.
- Nella scena in cui Stu prova a "lavare via" il tatuaggio sulla testa c'è un evidente blooper. Bradley Cooper, preso dalle risate, improvvisa una battuta dicendo "Sì lavalo, vedrai che viene via!". Nell'inquadratura successiva è evidente come Cooper e Zach Galifianakis siano colti dalle risate, uscendo dal personaggio.
- Altra scena in cui le risate dei protagonisti furono "genuine" è quella ambientata su un ciclo taxi per le strade di Bangkok. Zach Galifianakis, prendendo tutti alla sprovvista, infilò una bottiglia sotto la tunica del monaco buddhista simulando un'erezione, provocando l'ilarità degli attori e delle comparse.